# Christoph 12
Christoph 12 ist der Funkrufname eines Zivilschutz-Hubschraubers des Bundesministeriums des Innern. Die Piloten kommen von der Bundespolizei-Fliegerstaffel Fuhlendorf. Der Hubschrauber vom Typ Eurocopter EC 135 ist am Luftrettungszentrum Ahrensbök-Siblin stationiert.

## Geschichte
Das Luftrettungszentrum (LRZ) wurde am 1. Juni 1976 in Eutin in Dienst genommen. Als erste Maschine diente eine Bölkow Bo 105. Im Juni 1979 wechselte man auf eine Bell 212, da diese größer war und mit einer Seilwinde ausgerüstet werden konnte. Während in den ersten Jahren noch das Deutsche Rote Kreuz für die Stellung der Rettungsassistenten verantwortlich war, übernahm dies am 1. Januar 1981 die Johanniter-Unfall-Hilfe. Im März 2001 wurde der 25 000. Einsatz geflogen. Da die Station von Christoph 12 in Eutin nach der Verlegung des Kreiskrankenhauses Eutin aus verschiedenen Gründen nicht mehr sinnvoll war, wurde im Juli 2007 eine Standortverlagerung von Eutin nach Siblin vollzogen. Seit dem 20. April 2008 dient ein Eurocopter EC 135 als Fluggerät.

## Rettungszentrum
Das LRZ liegt an der Landstraße 184 zwischen Siblin und Barghorst. 2021 wurden 956 Einsätze geflogen. Die Piloten werden von der Bundespolizei gestellt und kommen von der Fliegerstaffel Fuhlendorf. Die Notfallsanitäter bzw. Rettungsassistenten und HEMS sind über die Johanniter Unfallhilfe tätig. Die Notärzte sind Fachärzte für Anästhesie des Ameos Klinikums Eutin.